# Godfrey Nwankpa
Godfrey Azubike Nwankpa (Lagos, 20 december 1978) is een Nigeriaans voetballer die als middenvelder speelt.
Nwankpa kwam in 1997 samen met Henry Onwuzuruike van Jasper United naar sc Heerenveen. Tot medio 2001 speelde hij vijftien wedstrijden voor Heerenveen. In het seizoen 2001/02 kwam hij op huurbasis uit voor MVV (13 wedstrijden, 1 doelpunt). Voor Heerenveen zou hij niet meer spelen en zijn contract werd per 1 januari 2003 ontbonden. In het seizoen 2003/04 was hij kort actief bij RCS Visé. In 1995 speelde hij met het Nigeriaans team onder 17 op het wereldkampioenschap.